# Isao Yoneda
Isao Yoneda (japanska: 米田 功), född den 20 augusti 1977 i Hamburg, Tyskland, är en japansk gymnast.
Han tog OS-guld i lagmångkampen samt OS-brons i räck i samband med de olympiska gymnastiktävlingarna 2004 i Aten.